# Chester Carlson
Chester Floyd Carlson (Seattle, 8 de fevereiro de 1906 — Nova Iorque, 19 de setembro de 1968) foi um físico e inventor estadunidense. Destacou-se pela invenção da fotocopiadora.

## Biografia
Graduou-se em física no Instituto de Tecnologia da Califórnia.
Depois de uma breve passagem como engenheiro pesquisador da Bell Telephone Co., acabou na Mallory de New York. A ideia ocorreu no escritório da P.R. Mallory and Company, empresa de produtos eletrônicos em cuja seção de patentes ele trabalhava em Nova York. Carlson notou que o número de cópias de especificações de patentes disponíveis em sua seção nunca era suficiente para atender à demanda. Havia sempre necessidade de mais cópias. E pior: não existia no mercado método rápido e seguro de se obter cópias em quantidade e com qualidade aceitável.
Obstinado, passou meses lendo todas as noites, na Biblioteca Pública de New York, tudo o que podia encontrar sobre processos de reprodução de imagens. Toda sua energia criadora se fixaria num capítulo que frequentava somente as páginas teóricas dos manuais: a fotocondutividade. Na manhã do dia 22 de Outubro de 1938, numa saleta do segundo andar de um edifício do bairro de Astoria em New York, onde instalara seu improvisado laboratório, Carlson criou, o processo que mais tarde se tornaria célebre em todo o mundo, sob a marca Xerox.
Ele e seu assistente, o físico alemão Otto Kornei, cobriram uma placa de zinco com uma fina camada de enxofre. Em seguida, escreveram com tinta comum, sobre uma lâmina de vidro, os dizeres “10-22-38 ASTORIA”. Esfregaram com um lenço de algodão a placa metálica que se tornou carregada de eletricidade estática. Depois dessa operação, colocou a lâmina de vidro sobre a placa metálica e expôs o conjunto à luz de um refletor. Os raios de luz, conforme previa a teoria, drenaram toda a carga elétrica da chapa metálica deixando incólumes somente às regiões cobertas pela tinta dos dizeres, ou que serviu como uma máscara contra os efeitos dos raios luminosos. Retirada a lâmina de vidro, Carlson pulverizou a placa metálica com um pó conhecido como licopódio. Imediatamente, os dizeres “10-22-38 ASTORIA” se tornaram visíveis. E, para alegria dos dois pesquisadores, quando uma folha de papel foi pressionada contra a superfície metálica, a inscrição transferiu-se para ela.
Essa foi a primeira cópia xerográfica do mundo. Em 1947, a sorte de Carlson mudaria. Antes, porém, em 1942, já se podia colher sinais de que o jovem inventor não blefava. No dia 6 de Outubro daquele ano ele conseguiu a patente para seu invento, que recebeu o número 2297691. Passados dois anos, Carlson finalmente convenceu os diretores de uma organização de pesquisa sem fins lucrativos a selar com ele um contrato que lhe dava recursos para comercializar o invento. A duras penas, conseguiu 15.000 dólares e com eles manteve sua parte no bolo que então começava a crescer. Em 1947, o Batelle Institute celebrou um acordo com uma pequena empresa chamada Haloid que se dedicava a fabricar papel fotográfico. A Haloid conquistou o direito de desenvolver o que seriam as máquinas xerográficas. Seu estilo de vida e de trabalho e seus exemplos marcariam a pequena Haloid em sua trajetória rumo à gigantesca Xerox. O próprio nome Xerox nasceria na era Haloid. Batelle e seus novos sócios concordaram em que “eletrofotografia” tinha pouco apelo mercadológico e decidiram alterá-lo. Por sugestão de um professor de línguas clássicas da universidade de Ohio, mudou-se a denominação do invento de Carlson para xerografia, do grego xéron = seco e grafia = escrita. Tinha-se um nome, mas não um produto.
A Haloid inventou a palavra Xerox para as novas copiadoras e, em 1948, a palavra tornou-se marca registrada. Inspirada pelo sucesso modesto inicial de suas copiadoras, a Haloid mudou seu nome em 1958 para Haloid Xerox Inc. No final da década de 40, John H. Dessauer, chefe de pesquisas da Haloid, Chester Carlson e Joseph C. Wilson, presidente da companhia, fizeram uma exibição pública da Xeroxprinter. Tratava-se de um tosco aparelho xerográfico capaz de imprimir papel disposto em rolos dentro da máquina. O aparelho ganhou enorme publicidade, porém jamais foi comercializado. A primeira das máquinas xerográficas a ganhar as prateleiras veio à luz somente em 1949. Estava em gestação, nos laboratórios da empresa, o protótipo do que seria um dos produtos mais bem sucedidos da moderna era industrial: a Xerox 914, que o mundo veio a conhecer no outono de 1959. A designação 914, vem do fato dela ser capaz de copiar originais de até 9 por 14 polegadas. Foi um estrondoso sucesso e impulsionou os balanços da companhia para a órbita ocupada pelas grandes corporações dos Estados Unidos. Em 1959, a companhia obteve um lucro líquido de 2 milhões de dólares. A empresa tornou-se Xerox Corporation em 1961 após ampla aceitação da Xerox 914, a primeira copiadora automática para escritório que utilizava papel comum. Em 1962, esse valor atingiu 22,6 milhões de dólares. No ano seguinte, a copiadora 813 seria lançada e imediatamente transformada num sucesso de vendas. O mesmo se passaria com o modelo 2400, batizado assim em razão do número de cópias que podia reproduzir em uma hora. Em todas elas, o espírito de Chester Carlson esteve presente. Da inquietação de Carlson com tal estado de coisas surgiu a xerografia, o mais avançado processo de reprodução de imagens até hoje colocado à disposição do homem, que permite copiar a seco, em papel comum, qualquer original. Uma ideia singela que ganharia notoriedade mundial com o correr dos anos, mudando o dia-a-dia de milhões de pessoas. Uma ideia cujo formulador se tornaria um rico empresário e inventor de méritos reconhecidos universalmente e sobre cuja força se assentaria uma empresa dona de uma marca conhecida ao redor do planeta. Em 1975, a empresa lançou a famosa campanha “It’s a miracle”.